# Lista över fornlämningar i Varbergs kommun (Kungsäter)
Lista över fornlämningar i Varbergs kommun (Kungsäter) är en förteckning av ett urval av de fornlämningar som finns i Kungsäter i Varbergs kommun.
| Namn                         | Lämningstyp  | Tillkomsttid | Historisk indelning      | Plats | Läge                 | ID-nr          | Bild                                      |
| ---------------------------- | ------------ | ------------ | ------------------------ | ----- | -------------------- | -------------- | ----------------------------------------- |
| Kungsäter 1:1                | Röse         |              | Kungsäter, Västergötland |       | 57.301527, 12.600697 | 10147000010001 | Ladda upp en bild av detta fornminne      |
| Kungsäter 2:1                | Röse         |              | Kungsäter, Västergötland |       | 57.301986, 12.593262 | 10147000020001 | Ladda upp en bild av detta fornminne      |
| Kungsäter 3:1                | Röse         |              | Kungsäter, Västergötland |       | 57.300398, 12.594592 | 10147000030001 | Ladda upp en bild av detta fornminne      |
| Kungsäter 4:1                | Röse         |              | Kungsäter, Västergötland |       | 57.282404, 12.564660 | 10147000040001 | Ladda upp en bild av detta fornminne      |
| Kungsäter 4:2                | Stensättning |              | Kungsäter, Västergötland |       | 57.282543, 12.564832 | 10147000040002 | Ladda upp en bild av detta fornminne      |
| Kungsäter 5:1                | Röse         |              | Kungsäter, Västergötland |       | 57.283061, 12.565074 | 10147000050001 | Ladda upp en bild av detta fornminne      |
| Kungsäter 6:1                | Röse         |              | Kungsäter, Västergötland |       | 57.285086, 12.565648 | 10147000060001 | Ladda upp en bild av detta fornminne      |
| Kungsäter 7:1                | Röse         |              | Kungsäter, Västergötland |       | 57.286149, 12.566528 | 10147000070001 | Ladda upp en bild av detta fornminne      |
| Kungsäter 7:2                | Stensättning |              | Kungsäter, Västergötland |       | 57.286152, 12.566279 | 10147000070002 | Ladda upp en bild av detta fornminne      |
| Kungsäter 7:3                | Stensättning |              | Kungsäter, Västergötland |       | 57.286156, 12.566046 | 10147000070003 | Ladda upp en bild av detta fornminne      |
| Kungsäter 8:1                | Stensättning |              | Kungsäter, Västergötland |       | 57.289319, 12.570416 | 10147000080001 | Ladda upp en bild av detta fornminne      |
| Kungsäter 13:1               | Stensättning |              | Kungsäter, Västergötland |       | 57.282935, 12.561532 | 10147000130001 | Ladda upp en bild av detta fornminne      |
| Kungsäter 14:1               | Kyrka/kapell |              | Kungsäter, Västergötland |       | 57.305706, 12.569409 | 10147000140001 | Ladda upp en till bild av detta fornminne |
| Kungsäter 18:1               | Hög          |              | Kungsäter, Västergötland |       | 57.315810, 12.592245 | 10147000180001 | Ladda upp en bild av detta fornminne      |
| Kungsäter 20:1               | Röse         |              | Kungsäter, Västergötland |       | 57.301937, 12.578246 | 10147000200001 | Ladda upp en bild av detta fornminne      |
| Kungsäter 23:1               | Stensättning |              | Kungsäter, Västergötland |       | 57.298800, 12.558678 | 10147000230001 | Ladda upp en bild av detta fornminne      |
| Floga Backe (Kungsäter 24:1) | Stensättning |              | Kungsäter, Västergötland |       | 57.298363, 12.557251 | 10147000240001 | Ladda upp en bild av detta fornminne      |
| Floga Backe (Kungsäter 24:2) | Stensättning |              | Kungsäter, Västergötland |       | 57.298117, 12.556722 | 10147000240002 | Ladda upp en bild av detta fornminne      |
| Floga Backe (Kungsäter 24:3) | Stensättning |              | Kungsäter, Västergötland |       | 57.297862, 12.556941 | 10147000240003 | Ladda upp en bild av detta fornminne      |
| Kungsäter 34:1               | Stensättning |              | Kungsäter, Västergötland |       | 57.328987, 12.605205 | 10147000340001 | Ladda upp en bild av detta fornminne      |